# Isle of Man TT 1968
De Isle of Man TT 1968 was de derde Grand Prix van het wereldkampioenschap wegrace-seizoen 1968. De races werden verreden van 8 tot en met 14 juni op de Snaefell Mountain Course op het eiland Man. Alle WK-klassen kwamen aan de start.

## Algemeen
MV Agusta bood Mike Hailwood, die de races op Man bezocht, fabrieksracers voor de Junior TT en de Senior TT aan, maar Haildwoods contract met Honda verbood hem aan WK-races deel te nemen. Daarom kreeg John Hartle de kans, maar Hartle viel al op zaterdag tijdens de Production 750 TT bij Windy Corner en werd met een lichte hersenschudding naar het ziekenhuis gebracht. Hij was niet op tijd fit om aan de Junior TT deel te nemen. Hij startte later wel in de Senior TT, maar viel al in de eerste ronde bij Cronk-ny-Mona. Op zaterdag 8 juni reden de zijspanklassen. Daar was voor het eerst de 750cc-zijspanklasse toegevoegd. Ze startte tegelijk met de 500cc-WK-klasse en men verwachtte dat de 750cc-Triumphs en 650cc-BSA's tot snellere tijden in staat zouden zijn dan de 500cc-BMW's. Dat was echter niet zo. Winnaar Terry Vinicombe reed met zijn BSA-combinatie de vijfde totaaltijd. Op 10 juni, tijdens de Lightweight 250 cc TT, verongelukte Ian Veitch door een val na een vastloper. De 50cc-klasse reed voor het laatst op het eiland Man.

## WK-races

### Senior TT
De Senior TT werd ook een gemakkelijke prooi voor Giacomo Agostini. Ze werd onder zeer warme omstandigheden gereden, iets wat voor de Isle of Man TT erg bijzonder was. Het was zelfs zó heet dat de rijders gewaarschuwd werden voor gesmolten teerplekken in de buurt van Ramsey. Alan Barnett reed na de eerste ronde op de tweede plaats met zijn Métisse-Matchless. Hij was nog herstellende van een blindedarmoperatie ruim twee weken eerder. Hij reed ook voor het eerst op het eiland Man. Op de derde plaats reed Griff Jenkins met een Matchless. In de tweede ronde viel Barnett uit door een kapotte uitlaat en Jenkins viel en moest naar het ziekenhuis worden gebracht. Nu vocht een flink aantal rijders om de tweede plaats: Derek Woodman, Kel Carruthers, Percy Tait en Brian Ball. Agostini stopte na de derde ronde om zijn ketting te laten spannen. Dat kostte hem twee minuten, die hij zich echter gemakkelijk kon veroorloven. Uit de groep strijders om de tweede plaats verdwenen er een aantal, maar er kwam er ook één bij: Barry Randle, die zich met zijn Petty-Norton naar voren had gevochten vanaf de twaalfde plaats. John Cooper lag tot de laatste ronde op de tweede plaats, maar zag die verloren gaan door een motorisch probleem met zijn Seeley. Brian Ball werd met de Seeley tweede en Barry Randle werd derde.
| Pos | Coureur          | Merk             | Tijd      | Punten |
| --- | ---------------- | ---------------- | --------- | ------ |
| 1   | Giacomo Agostini | MV Agusta        | 2:13"39'4 | 8      |
| 2   | Brian Ball       | Seeley-Matchless | 2:22"08'4 | 6      |
| 3   | Barry Randle     | Petty-Norton     | 2:22"08'8 | 4      |
| 4   | Bill Smith       | Matchless        | 2:22"34'2 | 3      |
| 5   | Bernie Lund      | Matchless        | 2:23"03'6 | 2      |
| 6   | Kel Carruthers   | Norton           | 2:23"06'4 | 1      |
| 7   | Billie Nelson    | Hannah-Paton     | 2:24"05'2 |        |
| 8   | Rex Butcher      | Matchless        | 2:24"12'2 |        |
| 9   | Derek Woodman    | Seeley-Matchless | 2:24"15'6 |        |
| 10  | Keith Turner     | Matchless        | 2:24"19'8 |        |
| 11  | John Williams    | Matchless        | 2:24"31'6 |        |
| 12  | Tony Godfrey     | Norton           | 2:24"31'8 |        |
| 13  | George Fogarty   | Matchless        | 2:24"45'6 |        |
| 14  | Charlie Sanby    | Norton           | 2:25"06'4 |        |
| 15  | Peter Darvill    | Norton           | 2:26"41'2 |        |
| 16  | Alan Lawton      | Norton           | 2:28"17'0 |        |
| 17  | Jan Strijbis     | Norton           | 2:29"43'8 |        |
| 18  | Jim Evans        | Norton           | 2:30"13'0 |        |
| 19  | Selwyn Griffiths | Matchless        | 2:31"09'2 |        |
| 20  | Norman Price     | Norton           | 2:31"15'2 |        |

| Coureur           | Merk               | Oorzaak |
| ----------------- | ------------------ | ------- |
| Jack Findlay      | McIntyre-Matchless |         |
| John Dodds        | Norton             |         |
| Gyula Marsovszky  | Matchless          |         |
| John Cooper       | Seeley-Matchless   | Motor   |
| John Hartle       | MV Agusta          | Val     |
| Percy Tait        | Triumph            | Val     |
| Peter Williams    | Arter-Matchless    |         |
| Ray Knight        | Hughes-Triumph     |         |
| Rodney Gould      | Norton             |         |
| Tony Rutter       | Norton             |         |
| Angelo Bergamonti | Hannah-Paton       |         |

| Coureur             | Merk    | Oorzaak |
| ------------------- | ------- | ------- |
| Bohumil Staša       | ČZ      |         |
| Dan Shorey          | Norton  |         |
| Godfrey Nash        | Norton  |         |
| Rob Fitton          | Norton  |         |
| Ron Chandler        | Seeley  |         |
| Renzo Pasolini      | Benelli | [ 2 ]   |
| Silvano Bertarelli  | Paton   | [ 2 ]   |
| Nikolaj Sevast'ânov | Vostok  | [ 3 ]   |

#### Top tien tussenstand 500cc-klasse
| Pos | Coureur           | Merk               | Ptn |
| --- | ----------------- | ------------------ | --- |
| 1   | Giacomo Agostini  | MV Agusta          | 24  |
| 2   | Jack Findlay      | McIntyre-Matchless | 6   |
| 2   | Dan Shorey        | Norton             | 6   |
| 2   | Brian Ball        | Seeley             | 6   |
| 5   | Gyula Marsovszky  | Matchless          | 5   |
| 6   | John Dodds        | Norton             | 4   |
| 6   | Peter Williams    | Arter-Matchless    | 4   |
| 6   | Barry Randle      | Norton             | 4   |
| 9   | Angelo Bergamonti | Hannah-Paton       | 3   |
| 9   | Bill Smith        | Matchless          | 3   |

### Junior TT
In de Junior TT had Giacomo Agostini geen enkele moeite met zijn tegenstanders. Na de eerste ronde had hij al 35 seconden voorsprong op Renzo Pasolini en die reed weer een volle minuut vóór Heinz Rosner (MZ). Rosner viel in de vierde ronde uit en daardoor werd Bill Smith (Honda CR 77 productieracer) derde.
| Pos | Coureur           | Merk              | Tijd      | Punten |
| --- | ----------------- | ----------------- | --------- | ------ |
| 1   | Giacomo Agostini  | MV Agusta         | 2:09"38'6 | 8      |
| 2   | Renzo Pasolini    | Benelli           | 2:12"19'6 | 6      |
| 3   | Bill Smith        | Honda             | 2:22"58'6 | 4      |
| 4   | Derek Woodman     | Métisse-Aermacchi | 2:25"21'4 | 3      |
| 5   | John Cooper       | Seeley-Matchless  | 2:25"32'0 | 2      |
| 6   | Jack Findlay      | Aermacchi         | 2:26"00'0 | 1      |
| 7   | Jim Curry         | Aermacchi         | 2:26"21'6 |        |
| 8   | Alan Barnett      | Métisse           | 2:26"28'6 |        |
| 9   | Brian Steenson    | Aermacchi         | 2:26"30'4 |        |
| 10  | Malcolm Uphill    | Suzuki            | 2:26"31'0 |        |
| 11  | Terry Grotefeld   | Yamaha            | 2:26"55'2 |        |
| 12  | Denis Gallagher   | AJS               | 2:28"28'8 |        |
| 13  | Tony Rutter       | Norton            | 2:28"38'8 |        |
| 14  | Charlie Sanby     | AJS               | 2:28"49'0 |        |
| 15  | L. Geeson         | Aermacchi         | 2:30"18'6 |        |
| 16  | Vincent Duckett   | Aermacchi         | 2:31"43'2 |        |
| 17  | Steve Jolly       | Highley-Aermacchi | 2:32"25'4 |        |
| 18  | Tom Dickie        | Petty-Norton      | 2:32"41'0 |        |
| 19  | Angelo Bergamonti | Hannah-Paton      | 2:33"05'0 |        |
| 20  | John Taylor       | Kirby-AJS         | 2:33"19'4 |        |
| 21  | Peter Williams    | Arter-AJS         | 2:34"10'8 |        |

| Coureur        | Merk              | Oorzaak |
| -------------- | ----------------- | ------- |
| Kel Carruthers | Drixton-Aermacchi |         |
| Heinz Rosner   | MZ                |         |
| Billie Nelson  | Hannah-Paton      |         |
| Dave Simmonds  | Kawasaki          |         |
| Tommy Robb     | Bultaco           |         |

| Coureur     | Merk      | Oorzaak  |
| ----------- | --------- | -------- |
| John Hartle | MV Agusta | Blessure |

| Coureur           | Merk      | Oorzaak |
| ----------------- | --------- | ------- |
| Bohumil Staša     | ČZ        |         |
| František Šťastný | Jawa      |         |
| Karl Hoppe        | Aermacchi |         |
| Dan Shorey        | Norton    |         |
| Bruno Spaggiari   | Ducati    |         |
| Gilberto Milani   | Aermacchi |         |
| Silvio Grassetti  | Benelli   |         |
| Ginger Molloy     | Bultaco   |         |

#### Top tien tussenstand 350cc-klasse
| Pos | Coureur          | Merk              | Ptn |
| --- | ---------------- | ----------------- | --- |
| 1   | Giacomo Agostini | MV Agusta         | 16  |
| 2   | Renzo Pasolini   | Benelli           | 12  |
| 3   | Kel Carruthers   | Drixton-Aermacchi | 4   |
| 3   | Bill Smith       | Honda             | 4   |
| 5   | Ginger Molloy    | Bultaco           | 3   |
| 5   | Derek Woodman    | Métisse-Aermacchi | 3   |
| 7   | John Cooper      | Seeley            | 2   |
| 7   | Dan Shorey       | Norton            | 2   |
| 9   | Jack Findlay     | Aermacchi         | 1   |
| 9   | Bohumil Staša    | ČZ                | 1   |

### Lightweight 250 TT
In de Lightweight 250 cc TT ging het tussen Bill Ivy en Phil Read, tot Read in de vierde ronde met een lekke band uitviel bij Bungalow. Ivy kon toen rustig naar de streep rijden om met meer dan twee minuten voorsprong op Pasolini te winnen, maar hij blesseerde zijn voet in de laatste ronde toen die tussen zijn voetsteun en het asfalt kwam. Hij ging door, maar moest van zijn machine én op het podium getild worden. In deze race verongelukte de Nieuw-Zeelander Ian Veitch. Hij reed voor het eerst op Man en raakte bij Ballagarey Corner een paaltje langs de weg doordat zijn Kawasaki was vastgelopen. Hij overleed onderweg naar het ziekenhuis.

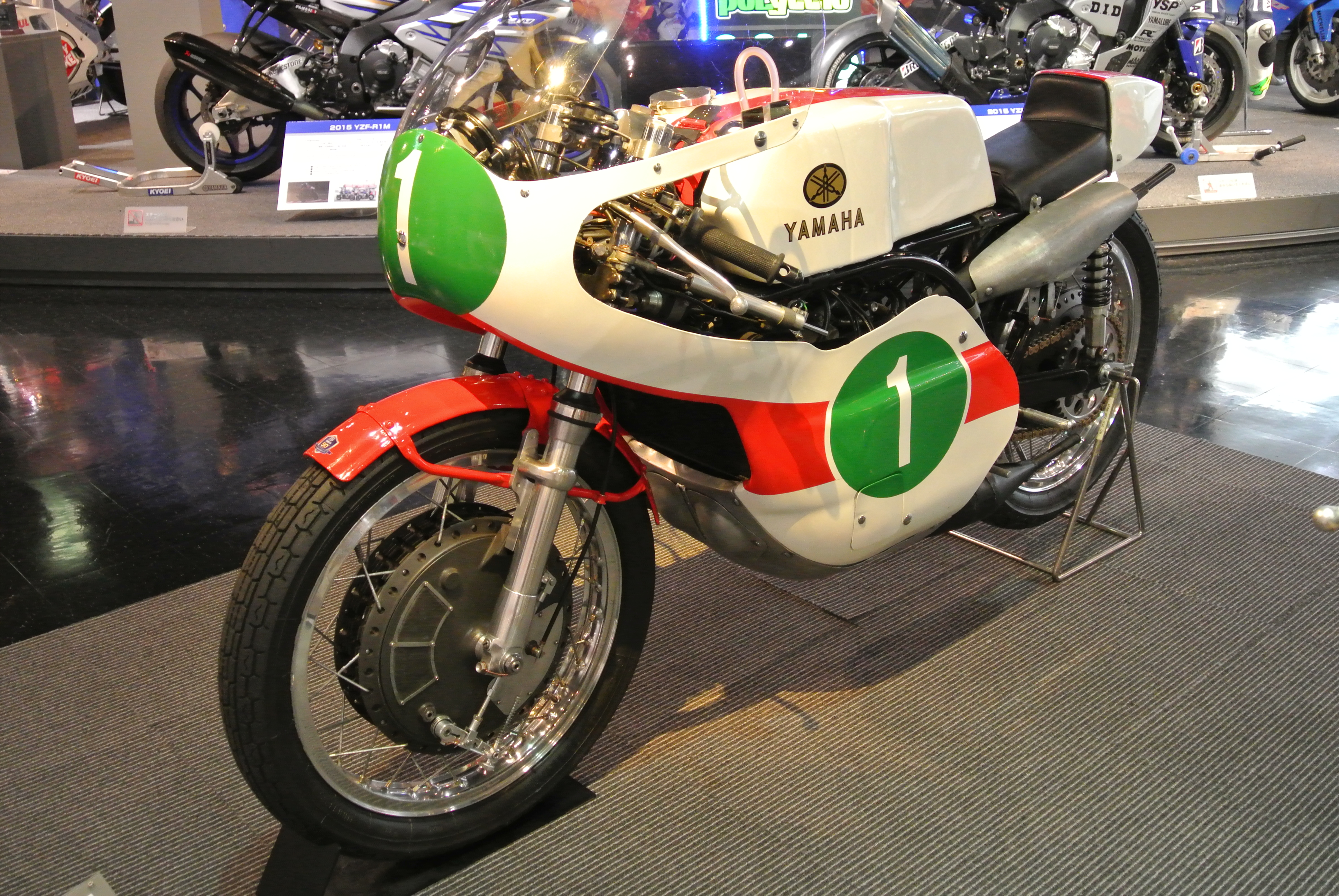
250cc-viercilinder Yamaha RD 05 A

| Pos | Coureur          | Merk            | Tijd      | Punten |
| --- | ---------------- | --------------- | --------- | ------ |
| 1   | Bill Ivy         | Yamaha          | 2:16"24'8 | 8      |
| 2   | Renzo Pasolini   | Benelli         | 2:18"36'8 | 6      |
| 3   | Heinz Rosner     | MZ              | 2:22"56'4 | 4      |
| 4   | Malcolm Uphill   | Suzuki          | 2:24"44'4 | 3      |
| 5   | Rodney Gould     | Yamaha          | 2:25"07'0 | 2      |
| 6   | Bill Smith       | Yamaha          | 2:27"14'8 | 1      |
| 7   | Santiago Herrero | Ossa            | 2:27"42'8 |        |
| 8   | John Cooper      | Yamaha          | 2:28"08'0 |        |
| 9   | Tony McGurk      | Yamaha          | 2:30"38'0 |        |
| 10  | Derek Chatterton | Yamaha          | 2:32"21'2 |        |
| 11  | Eddie Johnson    | Suzuki          | 2:32"49'4 |        |
| 12  | C. Thompson      | Yamaha          | 2:33"06'8 |        |
| 13  | Dave Lloyd       | Honda           | 2:33"09'0 |        |
| 14  | John Shacklady   | Yamaha          | 2:33"54'2 |        |
| 15  | Tommy Robb       | Bultaco         | 2:34"38'4 |        |
| 16  | Terry Grotefeld  | Pagett-Yamaha   | 2:35"30'8 |        |
| 17  | Derek Woodman    | Aermacchi       | 2:36"59'4 |        |
| 18  | Dudley Robinson  | Bultaco         | 2:40"52'2 |        |
| 19  | J. Breingan      | Yamaha          | 2:41"35'4 |        |
| 20  | Barry Smith      | Thompson-Suzuki | 2:41"44'2 |        |

| Coureur          | Merk      | Oorzaak    |
| ---------------- | --------- | ---------- |
| Jack Findlay     | Aermacchi |            |
| Kel Carruthers   | Aermacchi |            |
| Frank Perris     | Suzuki    |            |
| Gyula Marsovszky | Bultaco   |            |
| Paul Eickelberg  | Aermacchi |            |
| Billie Nelson    | Yamaha    |            |
| Brian Steenson   | Aermacchi |            |
| Paul Smart       | Yamaha    |            |
| Phil Read        | Yamaha    | Lekke band |
| Ian Veitch       | Kawasaki  | Val (†)    |

| Coureur         | Merk      | Oorzaak |
| --------------- | --------- | ------- |
| Carlos Giró     | Ossa      |         |
| Carlos Rocamora | Bultaco   |         |
| Rex Butcher     | Suzuki    |         |
| László Szabó    | MZ        |         |
| Gilberto Milani | Aermacchi |         |
| Ginger Molloy   | Bultaco   |         |
| Gordon Keith    | Yamaha    |         |
| Kent Andersson  | Yamaha    |         |

#### Top tien tussenstand 250cc-klasse
| Pos | Coureur         | Merk           | Ptn |
| --- | --------------- | -------------- | --- |
| 1   | Bill Ivy        | Yamaha         | 16  |
| 2   | Ginger Molloy   | Bultaco        | 10  |
| 2   | Heinz Rosner    | MZ             | 10  |
| 4   | Phil Read       | Yamaha         | 8   |
| 5   | Renzo Pasolini  | Benelli        | 6   |
| 6   | Rodney Gould    | Bultaco-Yamaha | 5   |
| 7   | Kent Andersson  | Yamaha         | 4   |
| 8   | Carlos Giró     | Ossa           | 3   |
| 8   | Malcolm Uphill  | Suzuki         | 3   |
| 10  | Jack Findlay    | Aermacchi      | 2   |
| 10  | Carlos Rocamora | Bultaco        | 2   |

### Lightweight 125 TT
In de Lightweight 125 cc TT, die ná de Lightweight 250 cc TT gereden werd, wilde Phil Read revanche nemen voor zijn verlies. Maar ook Yamaha wilde dat Read de 125cc-klasse won. Bill Ivy leidde deze race en zette zelfs de eerste ronde boven 100 mph gemiddeld met een 125cc-machine neer, maar hij werd tegen het einde zó traag, dat Read hem gemakkelijk kon inhalen. Een zogenaamd defect aan zijn machine werd nooit ontdekt, maar het was toen al duidelijk dat Yamaha stalorders had uitgedeeld: Read moest 125cc-kampioen worden, Ivy 250cc-kampioen. Kel Carruthers werd met een Honda CR 93 derde.

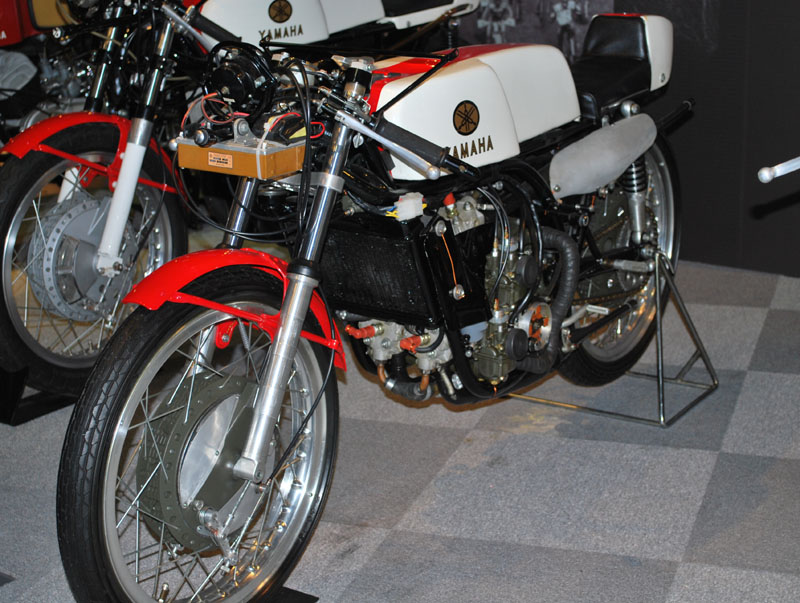
125cc-viercilinder Yamaha RA 31

| Pos | Coureur             | Merk    | Tijd      | Punten |
| --- | ------------------- | ------- | --------- | ------ |
| 1   | Phil Read           | Yamaha  | 1:08"31'4 | 8      |
| 2   | Bill Ivy            | Yamaha  | 1:09"27'8 | 6      |
| 3   | Kel Carruthers      | Honda   | 1:18"21'2 | 4      |
| 4   | Tommy Robb          | Bultaco | 1:19"1-'4 | 3      |
| 5   | Gordon Keith        | Montesa | 1:20"06'4 | 2      |
| 6   | Steve Murray        | Honda   | 1:21"09'4 | 1      |
| 7   | John Kiddie         | Honda   | 1:22"17'0 |        |
| 8   | Gary Dickinson      | Honda   | 1:22"25'2 |        |
| 9   | George Plenderleith | Honda   | 1:22"55'4 |        |
| 10  | John Shacklady      | Bultaco | 1:25"02'2 |        |
| 11  | John Hudson         | Honda   | 1:25"19'8 |        |
| 12  | P. Walsh            | Honda   | 1:26"11'0 |        |
| 13  | Fred Launchbury     | BSA     | 1:28"17'8 |        |
| 14  | A. Campbell         | Bultaco | 1:30"44'0 |        |
| 15  | K. Finney           | Honda   | 1:31"23'2 |        |
| 16  | Barrie Dickinson    | Bultaco | 1:32"21'8 |        |
| 17  | Dennis Trollope     | Honda   | 1:34"00'0 |        |
| 18  | B. Kaye             | Honda   | 1:36"02'8 |        |
| 19  | R. Hardy            | Bultaco | 1:36"06'6 |        |
| 20  | R. Gooch            | BSA     | 1:38"33'0 |        |

| Coureur       | Merk     | Oorzaak |
| ------------- | -------- | ------- |
| Barry Smith   | Derbi    |         |
| Heinz Rosner  | MZ       |         |
| Dave Simmonds | Kawasaki |         |

| Coureur              | Merk          | Oorzaak       |
| -------------------- | ------------- | ------------- |
| Friedhelm Kohlar     | MZ            | Politiek      |
| Günter Bartusch      | MZ            | Politiek      |
| Hartmut Bischoff     | MZ            | Politiek      |
| Jürgen Lenk          | MZ            | Politiek      |
| Thomas Heuschkel     | MZ            | Politiek      |
| Dieter Braun         | Neckermann-MZ | Neckermann-MZ |
| Hans Georg Anscheidt | Suzuki        |               |
| Lothar John          | Neckermann-MZ |               |
| Siegfried Möhringer  | Neckermann-MZ | Neckermann-MZ |
| Walter Scheimann     | Honda         |               |
| Pedro Álvarez        | Bultaco       |               |
| Salvador Cañellas    | Bultaco       |               |
| János Reisz          | MZ            |               |
| László Szabó         | MZ            |               |
| Giuseppe Visenzi     | Montesa       |               |
| Jan Huberts          | MZ            |               |
| Ginger Molloy        | Bultaco       |               |
| Kent Andersson       | MZ            |               |

#### Top tien tussenstand 125cc-klasse
| Pos | Coureur              | Merk          | Ptn |
| --- | -------------------- | ------------- | --- |
| 1   | Phil Read            | Yamaha        | 16  |
| 2   | Salvador Cañellas    | Bultaco       | 8   |
| 3   | Hans Georg Anscheidt | Suzuki        | 6   |
| 3   | Ginger Molloy        | Bultaco       | 6   |
| 3   | Bill Ivy             | Yamaha        | 6   |
| 6   | Tommy Robb           | Bultaco       | 5   |
| 6   | Kel Carruthers       | Honda         | 5   |
| 8   | Siegfried Möhringer  | Neckermann-MZ | 4   |
| 8   | Heinz Rosner         | MZ            | 4   |
| 10  | Dieter Braun         | Neckermann-MZ | 3   |
| 10  | Walter Scheimann     | Honda         | 3   |

### 50 cc TT
In de 50 cc TT startte Hans Georg Anscheidt niet, hij was zelfs niet naar Man gereisd omdat hij het startgeld te laag vond, niet eens genoeg om de overtocht en het verblijf op Man te betalen. Hij was geen fabrieksrijder meer en moest zelf zijn kosten dekken. Dat gold overigens voor alle (honderden) deelnemers van de Isle of Man TT. Er gingen overigens op het eiland al langere tijd stemmen op om de 50 cc TT te schrappen. De klasse was er niet populair en bovendien reed ze slechts drie ronden. Ze werd dan ook aangekondigd als "de meest vervelende race van de week". Het ontbreken van de Suzuki-fabrieksracers was ook een tegenvaller en de snelle Ángel Nieto viel al in de eerste ronde, waarbij hij een been brak. Uiteindelijk kwamen van de 33 starters er slechts 12 aan de finish. Barry Smith (Derbi) werd eerste, Chris Walpole (Honda) tweede en Leslie Griffiths (Honda) derde.
| Pos | Coureur          | Merk     | Tijd      | Punten |
| --- | ---------------- | -------- | --------- | ------ |
| 1   | Barry Smith      | Derbi    | 1:33"10'4 | 8      |
| 2   | Chris Walpole    | Honda    | 1:40"59'6 | 6      |
| 3   | Leslie Griffiths | Honda    | 1:42"36'0 | 4      |
| 4   | David Lock       | Honda    | 1:43"27'8 | 3      |
| 5   | Jim Pink         | Honda    | 1:45"54'2 | 2      |
| 6   | Robin Udall      | Honda    | 1:40"03'8 | 1      |
| 7   | John Lawley      | Honda    | 1:49"19'2 |        |
| 8   | Robin Stopford   | Heldun   | 1:56"44'6 |        |
| 9   | Nick Mayo        | Heldun   | 1:59"13'0 |        |
| 10  | Fran Redfearn    | Honda    | 2:06"14'0 |        |
| 11  | R. Gouch         | Ducati   | 2:06"38'6 |        |
| 12  | Harold Cosgrove  | Kreidler | 2:07"28'0 |        |

| Coureur     | Merk     | Oorzaak |
| ----------- | -------- | ------- |
| Rudolf Kunz | Kreidler | Motor   |
| Ángel Nieto | Derbi    | Val     |

| Coureur              | Merk     | Oorzaak |
| -------------------- | -------- | ------- |
| Hans Georg Anscheidt | Suzuki   |         |
| Ludwig Faßbender     | Kreidler |         |
| Rudolf Schmälzle     | Kreidler |         |
| Carlos Giró          | Derbi    |         |
| Francisco Cufi       | Derbi    |         |
| Aalt Toersen         | Kreidler |         |
| Cees van Dongen      | Kreidler |         |
| Jan de Vries         | Kreidler |         |
| Jos Schurgers        | Kreidler |         |
| Martin Mijwaart      | Jamathi  |         |
| Paul Lodewijkx       | Jamathi  |         |
| Janko-Florijan Štefe | Tomos    |         |

#### Top tien tussenstand 50cc-klasse
| Pos | Coureur              | Merk     | Ptn |
| --- | -------------------- | -------- | --- |
| 1   | Hans Georg Anscheidt | Suzuki   | 16  |
| 2   | Barry Smith          | Derbi    | 12  |
| 3   | Rudolf Kunz          | Kreidler | 6   |
| 3   | Ángel Nieto          | Derbi    | 6   |
| 3   | Chris Walpole        | Honda    | 6   |
| 6   | Rudolf Schmälzle     | Kreidler | 4   |
| 6   | Leslie Griffiths     | Honda    | 4   |
| 8   | Ludwig Faßbender     | Kreidler | 3   |
| 8   | Paul Lodewijkx       | Jamathi  | 3   |
| 8   | David Lock           | Honda    | 3   |

### Sidecar 500 TT
Klaus Enders/Ralf Engelhardt waren de favorieten voor de Sidecar TT op Man. Ze openden met een nieuw ronderecord en verbeterden dat in de tweede ronde tot 151,8 km/h. In de derde ronde vielen ze echter drie kilometer voor de eindstreep stil met een defecte motor. Daardoor konden Siegfried Schauzu/Horst Schneider toch nog winnen. Johann Attenberger/Josef Schillinger werden tweede en Heinz Luthringshauser werd met gastpassagier Geoff Hughes derde.
| Pos | Coureur               | Bakkenist         | Merk    | Tijd      | Punten |
| --- | --------------------- | ----------------- | ------- | --------- | ------ |
| 1   | Siegfried Schauzu     | Horst Schneider   | BMW     | 1:14"34'2 | 8      |
| 2   | Johann Attenberger    | Josef Schillinger | BMW     | 1:15"55'2 | 6      |
| 3   | Heinz Luthringshauser | Geoff Hughes      | BMW     | 1:17"32'6 | 4      |
| 4   | Helmut Fath           | Wolfgang Kalauch  | URS     | 1:17"49'0 | 3      |
| 5   | John Brandon          | Cliff Holland     | BMW     | 1:22"24'4 | 2      |
| 6   | Maurice Tombs         | Trevor Tombs      | BMW     | 1:22"38'0 | 1      |
| 7   | Bill Copson           | F. Higginbottom   | BMW     | 1:23"58'6 |        |
| 8   | Klaus Enders          | Ralf Engelhardt   | BMW     | 1:24"39'6 |        |
| 9   | J. Philpott           | W. Turrington     | Norton  | 1:25"58'0 |        |
| 10  | Dick Hawes            | J. Mann           | Seeley  | 1:27"42'8 |        |
| 11  | Gordon Fox            | S. Greensmith     | Triumph | 1:27"49'4 |        |
| 12  | A. Harris             | B. Harris         | Triumph | 1:28"49'8 |        |
| 13  | A. Sansum             | Alex Macfadzean   | Triumph | 1:28"57'0 |        |
| 14  | Bill Cooper           | D. Argent         | WEC     | 1:29"16'8 |        |
| 15  | Jean Claude Castella  | Albert Castella   | BMW     | 1:29"55'2 |        |
| 16  | Roy Bell              | M. France         | BMW     | 1:30"11'6 |        |
| 17  | Fred Cornbill         | Mike Tinkler      | Triumph | 1:32"13'6 |        |
| 18  | J. Mines              | Geoff Davis       | Triumph | 1:32"20'2 |        |
| 19  | Dennis Keen           | D. Lockett        | Triumph | 1:33"01'6 |        |
| 20  | R. Smith              | R. Fiddes         | Triumph | 1:33"18'2 |        |

| Coureur          | Bakkenist    | Merk | Oorzaak |
| ---------------- | ------------ | ---- | ------- |
| Georg Auerbacher | Hermann Hahn | BMW  |         |
| Helmut Lünemann  | Neil Caddow  | BMW  |         |
| Otto Kölle       | Rolf Schmid  | BMW  |         |

| Coureur           | Bakkenist         | Merk | Oorzaak |
| ----------------- | ----------------- | ---- | ------- |
| Arsenius Butscher | Josef Huber       | BMW  |         |
| Kenneth Calenius  | Juhani Vesterinen | BMW  |         |
| Tony Wakefield    | Graham Milton     | BMW  |         |
| Ruben Bjarnemark  | Lennart Rägmo     | BMW  |         |

#### Top acht tussenstand zijspanklasse
| Pos | Coureur               | Bakkenist                       | Merk | Ptn |
| --- | --------------------- | ------------------------------- | ---- | --- |
| 1   | Siegfried Schauzu     | Horst Schneider                 | BMW  | 12  |
| 2   | Helmut Fath           | Wolfgang Kalauch                | URS  | 11  |
| 3   | Johann Attenberger    | Josef Schillinger               | BMW  | 9   |
| 4   | Georg Auerbacher      | Hermann Hahn                    | BMW  | 6   |
| 4   | Heinz Luthringshauser | Lothar Ronsdorf en Geoff Hughes | BMW  | 6   |
| 6   | John Brandon          | Cliff Holland                   | BMW  | 2   |
| 7   | Otto Kölle            | Rolf Schmid                     | BMW  | 1   |
| 7   | Maurice Tombs         | Trevor Tombs                    | BMW  | 1   |

(Slechts acht combinaties hadden al punten gescoord)

## Overige races
| Pos | Coureur        | Merk            | Tijd      |
| --- | -------------- | --------------- | --------- |
| 1   | Ray Pickrell   | Dunstall-Norton | 1:09"13'2 |
| 2   | Billie Nelson  | Norton          | 1:11"47'2 |
| 3   | Tony Smith     | BSA             | 1:12"23'8 |
| 4   | Graham Bailey  | Triumph         | 1:13"21'6 |
| 5   | Malcolm Uphill | Triumph         | 1:17"07'0 |
| 6   | Tony Godfrey   | Norton          | 1:19"03'2 |

| Coureur       | Merk    | Oorzaak |
| ------------- | ------- | ------- |
| Bob Heath     | BSA     |         |
| Griff Jenkins | Triumph |         |
| John Hartle   | Triumph | Val     |
| Paul Smart    | BSA     |         |
| Rex Butcher   | Triumph |         |
| Jan Strijbis  | Triumph |         |

| Pos | Coureur         | Merk      | Tijd      |
| --- | --------------- | --------- | --------- |
| 1   | Ray Knight      | Triumph   | 1:15"23'6 |
| 2   | John Blanchard  | Velocette | 1:16"41'2 |
| 3   | David Nixon     | Triumph   | 1:16"44'4 |
| 4   | Neil Kelly      | Velocette | 1:18"33'0 |
| 5   | Graham Robinson | Honda     | 1:19"24'2 |
| 6   | G. Barnacle     | Triumph   | 1:20"38'6 |
| 7   | Hugh Evans      | BSA       | 1:23"08'8 |
| 8   | Chas Mortimer   | Ducati    | 1:27"07'6 |
| 9   | T. Walker       | Triumph   | 1:30"15'0 |

| Coureur       | Merk   | Oorzaak |
| ------------- | ------ | ------- |
| Chris Vincent | Suzuki |         |

| Pos | Coureur         | Merk    | Tijd      |
| --- | --------------- | ------- | --------- |
| 1   | Trevor Burgess  | Ossa    | 1:17"53'4 |
| 2   | George Leigh    | Bultaco | 1:19"41'8 |
| 3   | Barry Smith     | Suzuki  | 1:19"45'0 |
| 4   | B. Richards     | Bultaco | 1:21"14'0 |
| 5   | Gordon Keith    | Suzuki  | 1:21"35'2 |
| 6   | Tommy Robb      | Suzuki  | 1:21"48'0 |
| 7   | Kel Carruthers  | Suzuki  | 1:22"43'8 |
| 8   | Alistair Rogers | Ducati  | 1:24"34'8 |
| 9   | A. Cooper       | Suzuki  | 1:25"32'6 |
| 10  | Eddie Johnson   | Suzuki  | 1:25"33'6 |

| Coureur    | Merk  | Oorzaak |
| ---------- | ----- | ------- |
| Bill Smith | Honda |         |

### Sidecar 750 TT

#### Uitslag Sidecar 750 TT
| Pos | Coureur         | Bakkenist       | Merk    | Tijd      |
| --- | --------------- | --------------- | ------- | --------- |
| 1   | Terry Vinicombe | John Flaxman    | BSA     | 1:19"07'4 |
| 2   | Norman Hanks    | Rose Arnold     | BSA     | 1:21"44'0 |
| 3   | Peter Brown     | D. Bean         | BSA     | 1:21"48'0 |
| 4   | Mick Horsepole  | J. Horsepole    | Triumph | 1:25"24'0 |
| 5   | J. Crick        | D. Senior       | Triumph | 1:26"01'2 |
| 6   | Ken Graham      | G. Sewell       | Triumph | 1:26"35'4 |
| 7   | E. Leece        | John Molyneux   | LMS     | 1:26"41'6 |
| 8   | Derek Plummer   | Malcolm Brett   | Triumph | 1:28"13'8 |
| 9   | Terry Windle    | Rae Hinchcliffe | Triumph | 1:28"48'8 |
| 10  | Dave Saville    | Eddy Fletcher   | Sabre   | 1:29"04'0 |

|}
1907 · 1908 · 1909 · 1910 · 1911 · 1912 · 1913 · 1914 · Eerste Wereldoorlog · 1920 · 1921 · 1922 · 1923 · 1924 · 1925 · 1926 · 1927 · 1928 · 1929 · 1930 · 1931 · 1932 · 1933 · 1934 · 1935 · 1936 · 1937 · 1938 · 1939 · Tweede Wereldoorlog · 1947 · 1948 · 1949 · 1950 ·1951 · 1952 · 1953 · 1954 · 1955 · 1956 · 1957 · 1958 · 1959 · 1960 · 1961 · 1962 · 1963 · 1964 · 1965 · 1966 · 1967 · 1968 · 1969 · 1970 · 1971 · 1972 · 1973 · 1974 · 1975 · 1976 · 1977 · 1978 · 1979 · 1980 · 1981 · 1982 · 1983 · 1984 · 1985 · 1986 · 1987 · 1988 · 1989 · 1990 · 1991 · 1992 · 1993 · 1994 · 1995 · 1996 · 1997 · 1998 · 1999 · 2000 · 2002 · 2003 · 2004 · 2005 · 2006 · 2007 · 2008 · 2009 · 2010 · 2011 · 2012 · 2013 · 2014